# Rochester (New York)
Pour les articles homonymes, voir Rochester.
Rochester (prononcé en anglais : [ˈɹɑt͡ʃɛstə]) est une ville américaine située dans le comté de Monroe, dans l'ouest de l'État de New York. La rivière Genesee relie la ville au lac Ontario, tandis que la ville elle-même est délimitée à l'ouest par le canal Érié.
Sa population est estimée au recensement de 2020 à 211 328 habitants et son agglomération à 1 090 135 habitants, ce qui en fait la troisième ville la plus peuplée de l'État, derrière New York et Buffalo.

## Climat
| Mois                              | jan. | fév. | mars | avril | mai | juin | jui. | août | sep. | oct. | nov. | déc. |
| --------------------------------- | ---- | ---- | ---- | ----- | --- | ---- | ---- | ---- | ---- | ---- | ---- | ---- |
| Température minimale moyenne (°C) | −8   | −8   | −4   | 2     | 8   | 13   | 16   | 15   | 11   | 5    | 1    | −5   |
| Température maximale moyenne (°C) | 1    | −1   | 6    | 13    | 20  | 25   | 27   | 26   | 22   | 16   | 8    | 2    |

## Économie
Plusieurs grandes entreprises ont leur siège dans la ville, mais c'est l'industrie de l'imagerie et de l'optique qui fait de la ville un centre industriel. Rochester a longtemps été connue pour abriter le siège social de Kodak, le géant de la photographie qui s'est effondré dans les années 2000. La tour Kodak s'élève depuis 1914 dans le panorama de la ville.
Les cinq plus gros employeurs de la ville sont :
- Université de Rochester
- Wegmans
- Bausch & Lomb
- Kodak
- Xerox

## Transports
Le métro de Rochester, aujourd'hui abandonné, dessert la ville de 1927 à 1956. La ville met à disposition des usagers des autobus comme mode de transport en commun. 

### Port, aéroport et voies ferrées
Le port de la ville, sur le lac Ontario, est relié à l'océan Atlantique par le fleuve Saint-Laurent. Un ferry utilisé pour relier la ville à Toronto.
Les transports aériens sont assurés par l'aéroport international du Grand Rochester, qui est desservi par une dizaine de compagnies nord-américaines.
La compagnie ferroviaire Amtrak possède aussi un point d'ancrage dans la ville. En 2006, 78 750 passagers ont transité par cette gare. La ville est ainsi reliée à New York, Boston, Niagara Falls, Chicago et Toronto.

### Routes et autoroutes
- Court Street Bridge, pont permettant de traverser la rivière Genesee

| Lac Ontario,                                 | Irondequoit (New York), Lac Ontario, | Irondequoit (New York), Lac Ontario,   |
| Niagara Falls (New York), Buffalo (New York) | Rochester                            | Auburn (New York), Syracuse (New York) |
|                                              | Henrietta (New York)                 | Brighton (New York), Canandaigua       |

## Démographie
| Groupe                           | Rochester | New York | États-Unis |
| -------------------------------- | --------- | -------- | ---------- |
| Blancs                           | 43,7      | 65,8     | 72,4       |
| Afro-Américains                  | 41,7      | 15,9     | 12,6       |
| Autres                           | 6,6       | 7,5      | 6,4        |
| Métis                            | 4,4       | 3,0      | 2,9        |
| Asiatiques                       | 3,1       | 7,3      | 4,8        |
| Amérindiens                      | 0,5       | 0,6      | 0,9        |
| Total                            | 100       | 100      | 100        |
|                                  |           |          |            |
| Hispaniques et Latino-Américains | 16,4      | 17,6     | 16,7       |

Selon l'American Community Survey, pour la période 2011-2015, 80,21 % de la population âgée de plus de 5 ans déclare parler anglais à la maison, alors que 13,01 % déclare parler l'espagnol, 0,73 % une langue africaine, 0,67 % une langue chinoise, 0,56 % le français et 4,82 % une autre langue.

## Religion
Le diocèse catholique de Rochester est érigé en 1868. Son siège est à la cathédrale du Sacré-Cœur. La paroisse la plus ancienne est celle de Saint-Patrick (1823) fermée en 1979, suivie de la paroisse Sainte-Marie (1834). Le diocèse regroupait 365 000 catholiques en 2014, répartis dans 97 paroisses.
Dans les années 1920 et 1930, Rochester avait une population pour moitié protestante et pour moitié catholique, avec une présence juive originaire d'Europe orientale. En 1938, il y avait 214 groupes religieux, les deux tiers ayant été fondés après 1880, comme l'église Saint-Michel, consacrée en 1890. Durant le pic de l'immigration entre 1900 et 1920, ce sont des douzaines églises qui sont établies, y compris quatre églises catholiques pour la communauté italienne et trois églises catholiques avec un clergé slave. Le XXe siècle voit également vivre quinze synagogues, des paroisses baptistes, méthodistes, presbytériennes, évangéliques, etc.
À la fin du XXe siècle, un temple bouddhiste cambodgien, deux temples bouddhistes laotiens et un vietnamien ont été construits.

## Sécurité civile

### Police et shérif
En tant que siège du comté de Monroe, Rochester accueille les :
- Rochester Police Department ayant pour juridiction la ville,
- et le Monroe County Sheriff Department responsable de la police dans le reste du comté.

### Pompiers
La ville de Rochester salarie 395 pompiers professionnels au sein du Rochester Fire Department. Hartford est divisée en 2 districts dans lesquels se répartissent 12 casernes.

## Jumelages
- Rennes (France) depuis 1958
- Wurtzbourg (Allemagne) depuis le 5 novembre 1964
- Caltanissetta (Italie) depuis 1965
- Rehovot (Israël) depuis 1972
- Cracovie (Pologne) depuis 1973
- Bamako (Mali) depuis 1975
- Novgorod (Russie) depuis juillet 1990

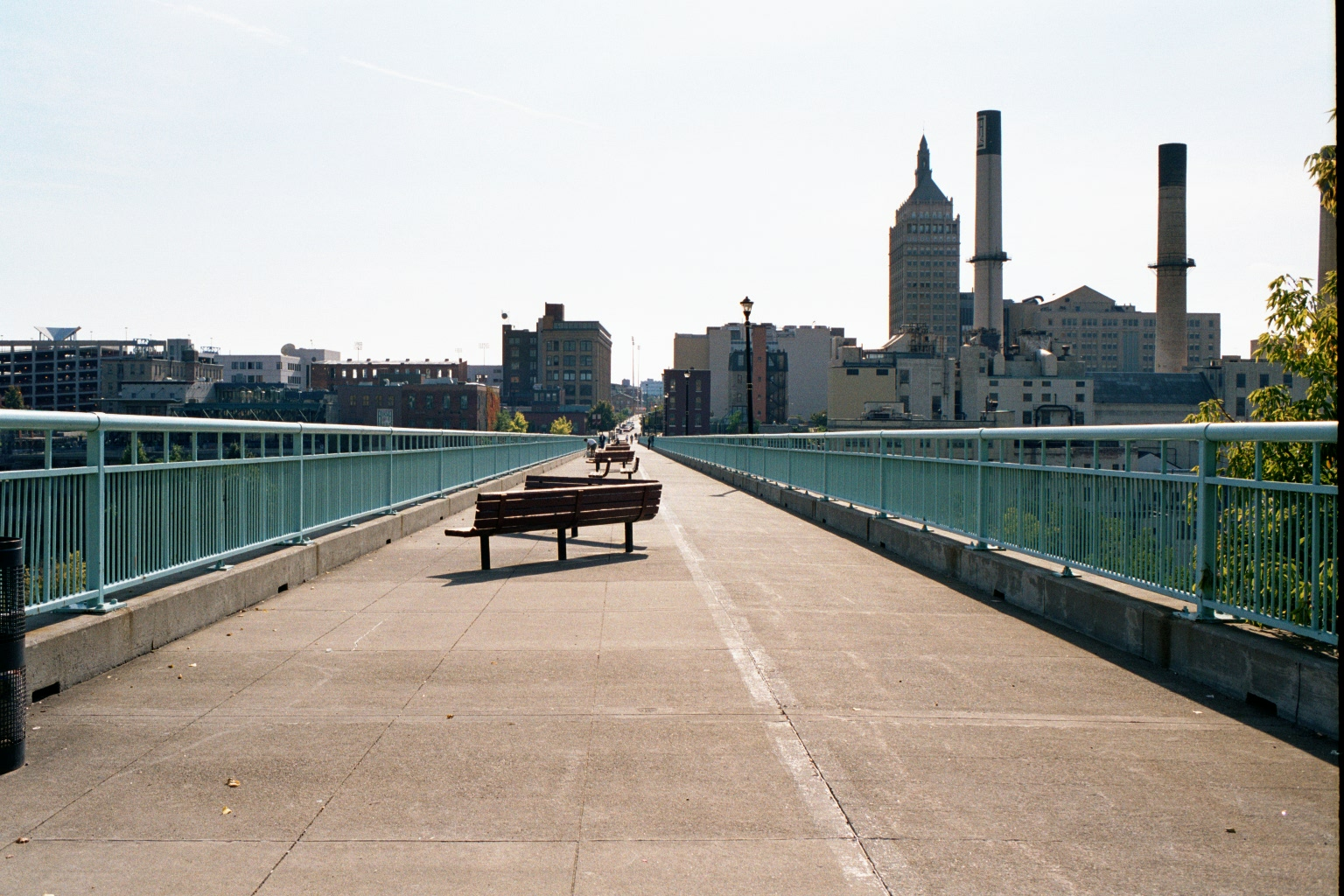
Le pont de Rennes, symbole du jumelage avec la ville française.

- Hamamatsu (Japon) depuis le 12 octobre 1996 (initialement un jumelage de musique et culture; signature d'un jumelage formel le 12 octobre 2006)
- Puerto Plata (République dominicaine) depuis 1997
- Xianyang (Chine) depuis le 13 avril 2008
- Alytus (Lituanie) depuis 2009